# مقاطعة وارن (تينيسي)
مقاطعة وارن هي مقاطعة في تينيسي، بلغ عدد سكانها 39٬839  نسمة، في 2010، عاصمتها ميكمينفيل.

## الموقع
تشترك في الحدود مع:
- مقاطعة سيكواتشي (تينيسي).

## التقسيمات الإدارية
- ميكمينفيل.

## أعلام
- جيمس إس. رينز
- هيو لوسون وايت هيل